# L'Alarme des pompiers
Pour les articles homonymes, voir Alarm.
Pour plus de détails, voir Fiche technique et Distribution.
L'Alarme des pompiers (The Alarm) est un film comique américain, muet, écrit et réalisé par Roscoe Arbuckle, sorti le 28 mai 1914 (aux États-Unis).

## Fiche technique
- Titre : L'Alarme des pompiers
- Titre original : The Alarm
- Réalisation : Roscoe Arbuckle
- Production : Mack Sennett
- Studio de production : The Keystone Film Company
- Société de distribution : Mutual Film
- Pays : États-Unis
- Genre : Comédie
- Format : Noir et blanc - film muet
- Durée : 20 minutes (2 bobines)

## Distribution
- Roscoe « Fatty » Arbuckle :
- Minta Durfee :
- Hank Mann :
- Mabel Normand :
- Al St. John :